# Capilla de la Epifanía (Mezquita-catedral de Córdoba)

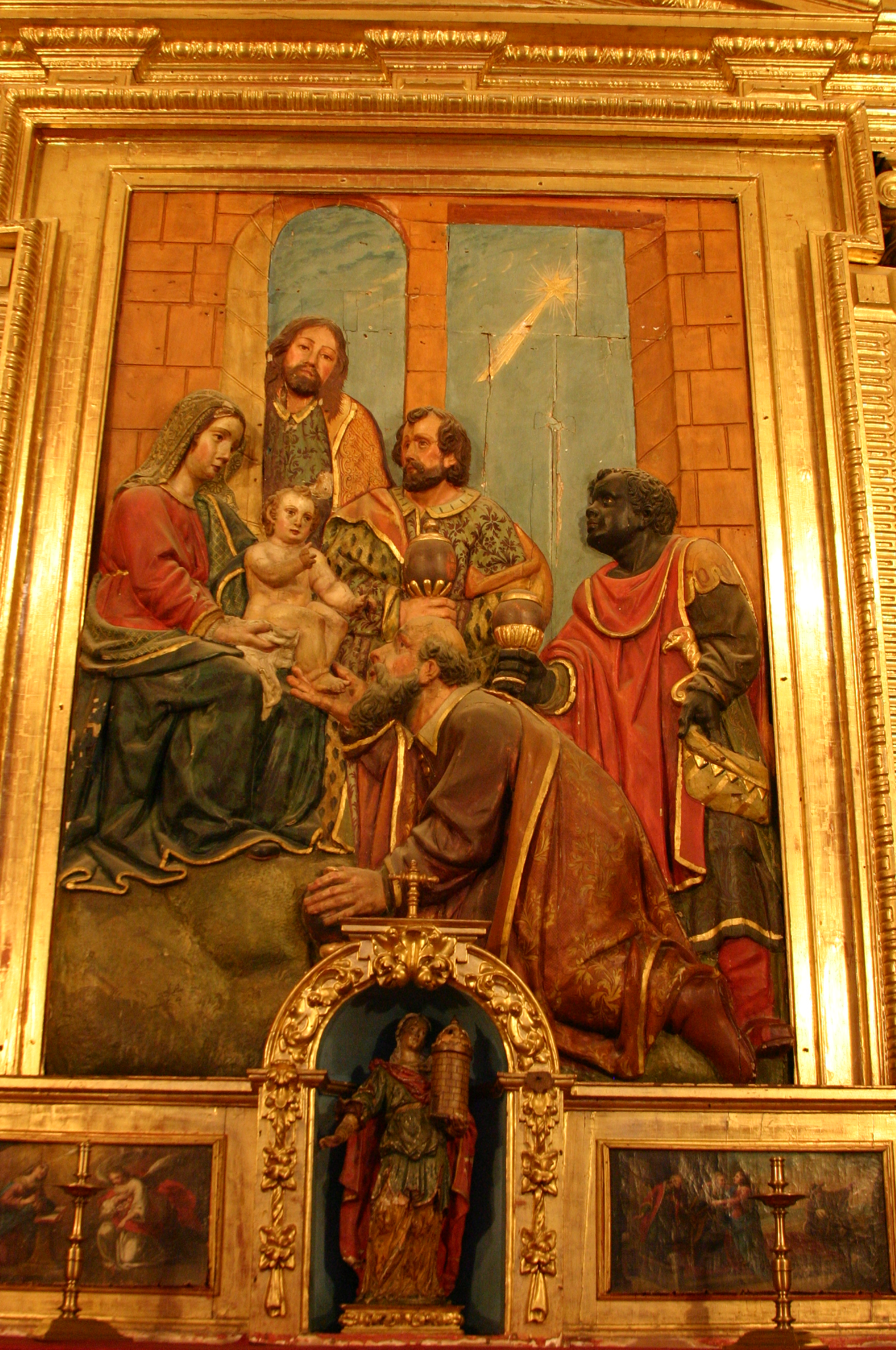
Adoración de los Reyes Magos en el retablo de la capilla.

La capilla de la Epifanía de la Mezquita-Catedral de Córdoba (España) se encuentra ubicada entre las capillas del muro norte del templo catedralicio cordobés. También se la conoce con el nombre de capilla de los Reyes Magos.

## Historia y descripción
Fue fundada en 1614 por el canónigo racionero de la Mezquita-Catedral Baltasar Nájera de la Rosa. La portada de la capilla fue realizada en 1627 y está formada por un arco de medio punto sostenido por pilastras en cuyo frontón aparece una representación de la Inmaculada Apocalíptica, realizada en piedra y flanqueada por dos escudos canonjiales.
El retablo de la capilla es de un solo cuerpo, y en su centro se encuentra un relieve en el que aparece, tallada y policromada, la representación de la Adoración de los Reyes Magos, acontecimiento conocido con el nombre de Epifanía. El relieve es una obra anónima, procedente de un taller local, fechable en la primera mitad del siglo XVII. En el banco del retablo se encuentra, cobijado por una hornacina cubierta con arco de medio punto, una pequeña imagen de talla en la que se representa a Santa Bárbara. El ajuar artístico de la capilla de la Epifanía se completa con dos lienzos en los que aparecen representados San Juan Bautista y San Francisco, ambas obras anónimas y realizadas en el siglo XIX.
El fundador de la capilla, el racionero Baltasar Nájera de la Rosa, dejó instituida la obligación que tenían los capellanes de la Epifanía de decir unas misas rezadas por las almas de los reos condenados a muerte dentro del término municipal de la ciudad de Córdoba, tanto hombres como mujeres. El sufragio mortuorio debía ser subrayado por un doble de campana. El racionero fundador también dispuso fondos para que las mujeres que habían ejercido la prostitución y que posteriormente habían contraído matrimonio fueran dotadas con cincuenta escudos. Los beneficios derivados de estas generosas disposiciones podían alcanzar a aquellos que fueran parientes del fundador hasta el cuarto grado, y siempre y cuando pudieran demostrarlo ante el cabildo catedralicio de la Mezquita-Catedral.